# Piana degli Albanesi
Piana degli Albanesi (Albanees: Hora e Arbëreshëvet) is een gemeente in de Italiaanse provincie Palermo (regio Sicilië) en telt 6051 inwoners (31-12-2004). De oppervlakte bedraagt 64,9 km², de bevolkingsdichtheid is 93 inwoners per km².
Het stadje vormt het voornaamste centrum van de Arbëreshë of Italo-Albanezen, etnische Albanezen die in Zuid-Italië wonen. Het zijn afstammelingen van vluchtelingen die Albanië verlieten door de veroveringen van het Ottomaanse Rijk en zich daar in 1488 vestigden, met de steun van de paus. De inwoners hebben hun Albanese cultuur voor een groot deel bewaard en spreken nog steeds een Albanees dialect. De officiële opschriften zijn er in het Italiaans en Albanees.
Piana degli Albanesi vormt een apart katholiek bisdom voor de Italo-Albanezen van de Byzantijnse ritus.

## Demografie
Piana degli Albanesi telt ongeveer 2343 huishoudens. Het aantal inwoners steeg in de periode 1991-2001 met 1,6% volgens cijfers uit de tienjaarlijkse volkstellingen van ISTAT.
| Jaar | Inwoneraantal |
| ---- | ------------- |
| 1991 | 6129          |
| 2001 | 6227          |

## Geografie
De gemeente ligt op ongeveer 725 m boven zeeniveau.
Piana degli Albanesi grenst aan de volgende gemeenten: Altofonte, Monreale, Santa Cristina Gela.
Piana degli Albanesi ligt op de eeuwenoude route Magna Via Francigena.
Alia · Alimena · Aliminusa · Altavilla Milicia · Altofonte · Bagheria · Balestrate · Baucina · Belmonte Mezzagno · Bisacquino · Blufi · Bolognetta · Bompietro · Borgetto · Caccamo · Caltavuturo · Campofelice di Fitalia · Campofelice di Roccella · Campofiorito · Camporeale · Capaci · Carini · Castelbuono · Casteldaccia · Castellana Sicula · Castronovo di Sicilia · Cefalà Diana · Cefalù · Cerda · Chiusa Sclafani · Ciminna · Cinisi · Collesano · Contessa Entellina · Corleone · Ficarazzi · Gangi · Geraci Siculo · Giardinello · Giuliana · Godrano · Gratteri · Isnello · Isola delle Femmine · Lascari · Lercara Friddi · Marineo · Mezzojuso · Misilmeri · Monreale · Montelepre · Montemaggiore Belsito · Palazzo Adriano · Palermo · Partinico · Petralia Soprana · Petralia Sottana · Piana degli Albanesi · Polizzi Generosa · Pollina · Prizzi · Roccamena · Roccapalumba · San Cipirello · San Giuseppe Jato · San Mauro Castelverde · Santa Cristina Gela · Santa Flavia · Sciara · Scillato · Sclafani Bagni · Termini Imerese · Terrasini · Torretta · Trabia · Trappeto · Ustica · Valledolmo · Ventimiglia di Sicilia · Vicari · Villabate · Villafrati
1. ↑  https://demo.istat.it/?l=it.